# Ecètica
L'ecètica és un concepte a cavall entre la filosofia i la geografia que estudia la relació entre l'activitat humana i la geomorfologia. Fou encunyat pel geògraf i naturalista català Emili Huguet del Villar (1871-1951), que el definí com la ciència que estudia les condicions del medi geogràfic per a promoure el desenvolupament de la vida humana. Ja des de 1911 havia formulat les primeres idees que culminà en el seu llibre en castellà El valor geográfico de España, ensayo de ecética (traduïble al català com a 'El valor geogràfic d'Espanya, assaig d'ecètica').
El valor ecètic d’un territori no depèn, segons Huguet del Villar, exclusivament del medi, sinó que hi intervé també la capacitat cultural i tècnica de l’home. Aquest valor tampoc no és considerat com una constant per l'autor del concepte, sinó que varia segons les necessitats de la societat i de la seva capacitat per a obtenir el seu màxim valor. D'aquesta manera, la maduresa d'aquesta reflexió teòrica geogràfica esdevé la base del pensament ecològic i del seu raonament posterior en la geobotànica i en l'edafologia. Es pot considerar, doncs, com un concepte filosòfic precursor de l'ecologia contemporània i dels vincles acadèmics entre l'antropologia i el modelatge de l'entorn.
És un neologisme format amb la combinació del prefix ec- de l'arrel grec οἶκος (oikos, 'habitatge'), que és troba també present en els mots «economia» i «ecologia».